# Bush (álbum)
Bush es el decimotercer álbum de estudio del rapero estadounidense Snoop Dogg,fue lanzado a nivel mundial el marzo de 2015. Es la publicación debut del rapero bajo el sello I Am Other. Fue producido por Pharrell Williams, y ha confirmado la participación de grandes nombres en el R & B a Stevie Wonder y Charlie Wilson.

## Antecedentes
El 28 de agosto de 2014 fue lanzado un video de lo que sería una vista previa de una de las canciones trabajar juntos entre  Snoop y Pharrell. Más tarde, en septiembre de 2014, el rapero anunció en su cuenta en Instagram, su nuevo trabajo junto con Pharrell. El título del álbum fue lanzado por el rapero en enero de 2015 la Convención Consumer Electronics Show que se produjo en Las Vegas. Más tarde, en el primer viernes del mes de febrero de 2015, Snoop liberado a su cuenta en Instagram una foto de una chaqueta con el nombre del disco como de impresión.

## Producción
El álbum fue producido en su totalidad por Pharrell Williams, que había trabajado en colaboración con el rapero en varios álbumes.

## Sencillos
«Peaches N Cream» fue anunciado como el primer sencillo del álbum el 7 de enero de 2014, y publicado el 18 de marzo de 2015